# Atlixtac
Atlixtac là một đô thị thuộc bang Guerrero, México. Năm 2005, dân số của đô thị này là 23371 người.